# Beppe Sebaste
Beppe Sebaste, all'anagrafe Giuseppe Sebaste (Parma, 3 giugno 1959), è uno scrittore, poeta e giornalista italiano.
Scrive per i quotidiani l'Unità e la Repubblica.

## Biografia
Laureato all'università di Bologna con Luciano Anceschi, vi ha anche conseguito un dottorato. Dopo aver abitato a Ginevra, Parigi e Pietrasanta, ha vissuto a lungo a Roma, per poi trasferirsi in Umbria.
È stato studente di Umberto Eco.

## Opere
- L'ultimo buco nell'acqua: racconti brevi (con Giorgio Messori), AElia Laelia, Reggio Emilia, 1983
- Café Suisse e altri luoghi di sosta, Feltrinelli, Milano 1992 ISBN 88-07-01434-3
- Niente di tutto questo mi appartiene, Feltrinelli, Milano 1994 ISBN 88-07-01468-8
- Lettere e filosofia. Poetica dell'epistolarità, Alinea, Firenze 1998 ISBN 88-8125-268-6
- Porte senza porta. Incontri con maestri contemporanei, Feltrinelli, Milano 1997 ISBN 88-07-81444-7
- Tolbiac, Baldini & Castoldi, Milano 2002 ISBN 88-8490-259-2
- H. P. L'ultimo autista di Lady Diana, Quiritta, Roma 2004 ISBN 88-8403-026-9; poi Einaudi Stilelibero, Torino 2007 ISBN 978-88-06-18983-9
- Panchine. Come uscire dal mondo senza uscirne, Laterza, Bari 2008 ISBN 978-88-420-8633-8 (4ª edizione 2011) (5ª edizione 2013) (6ª edizione 2018)
- La passeggiata, Manni, San Cesario di Lecce 2009 ISBN 978-88-6266-153-9
- Oggetti smarriti e altre apparizioni, Laterza, Bari 2009 ISBN 978-88-420-9037-3
- Il Libro dei maestri. Porte senza porta rewind, Luca Sossella, Roma 2010 (ripresa dell'ed. 1997 con altre interviste e un CD audio) ISBN 978-88-89829-83-7
- Fallire. Storia con fantasmi, produzione indipendente (distr. Amazon), 2015
- Come un cinghiale in una macchia d'inchiostro, Nino Aragno, Torino, 2018 ISBN 978-88-841-9886-0
- Una vita dolce, Neri Pozza, Vicenza, 2022 ISBN 978-88-54523-91-3

### Curatele e traduzioni
- cura di Allo stato puro della rivoluzione, Il picchio, Bologna 1980
- traduzione di Nicolas Bouvier, Il pesce-scorpione, Casagrande, Lugano 1991 ISBN 88-7795-039-0 e Marcos y Marcos, Milano 1991 ISBN 88-7168-047-2; poi Laterza, Bari 2006 ISBN 88-420-8046-2
- traduzione di Emmanuel Bove, I miei amici, Feltrinelli, Milano 1991 ISBN 88-07-05082-X; poi 2015, con una nuova introduzione, ISBN 978-88-078-8520-4
- traduzione e cura di Jean-Jacques Rousseau, Le passeggiate del sognatore solitario Feltrinelli, Milano 1996 ISBN 88-07-82136-2; poi 2012, con una nuova introduzione, ISBN 978-88-078-2259-9
- cura (con Stefania Scateni) di Non siamo in vendita: voci contro il regime, Arcana, Roma 2002 ISBN 88-7966-260-0

## Premi
- 1993 – Finalista al Premio Bergamo, con Café Suisse e altri luoghi di sosta[3]
- 2023 – Premio Wondy per la letteratura resiliente, con Una vita dolce[4]